# Sekaiichi Hatsukoi
Sekaiichi Hatsukoi (jap. 世界一初恋 〜小野寺律の場合〜, Sekaiichi Hatsukoi – Onodera Ritsu no Baai, dt. „Die weltbeste erste Liebe – Ritsu Onoderas Umstände“) ist eine japanische Manga-Serie der Autorin Shungiku Nakamura, die seit 2007 in Japan erscheint. Im Jahr 2011 wurde der Manga in Form einer Anime-Fernsehserie und einer Original Video Animation adaptiert, beide produziert von Studio Deen. Das Werk ist in die Genres Boys Love und Comedy einzuordnen. In der Serie treten einige Charaktere der Serie Junjo Romantica der gleichen Autorin auf.

## Inhalt
Ritsu Onodera beendet seinen Job als Redakteur im Verlag seines Vaters wegen der anderen Mitarbeiter. Diese waren eifersüchtig auf seinen Erfolg, den er nur dank seines Vaters hätte. Er bewirbt sich um eine Stelle bei Marukawa Publishing, aber anstatt in die Abteilung für Literatur kommt er in die berüchtigte Shōjo-Manga-Abteilung Emerald. Zunächst will er kündigen, vor allem weil er seinen neuen Chef, Masamune Takano, unerträglich und zermürbend findet. Als aber Takano ihn beleidigt und nutzlos nennt, zwingt Onoderas Stolz ihn, zu bleiben, um das Gegenteil zu beweisen. Später erfährt er, dass Masamune Takano ein ehemaliger Mitschüler von ihm ist und früher Saga hieß. In ihn war Onodera verliebt und hatte ihm schließlich seine Liebe gestanden, wurde aber verletzt und schwor sich, sich nie wieder zu verlieben. Als er seine alte Liebe wiedererkennt, wird sein Schwur getestet, was auch zu Konflikten mit seinem Vorgesetzten führt. Auch Masamune Takano wurde durch seine missglückte Beziehung zu Onodera verletzt. Nun versucht Masamune, Onodera wieder für sich zu gewinnen.

## Charaktere
Ritsu Onodera (小野寺 律, Onodera Ritsu): Ritsu ist ein 25-jähriger Redakteur. Aus Stolz wechselt er aus dem Verlag seines Vaters in ein anderes Unternehmen. Die missglückte Beziehung zu Masamune Takano in der Oberschule prägte ihn, lange Zeit konnte er sich nicht wieder auf eine Beziehung einlassen.
Masamune Takano (高野 政宗, Takano Masamune): Der 27-Jährige ist Chefredakteur der Emerald-Abteilung beim Verlag Marukawa. Bevor seine Mutter ein zweites Mal geheiratet hatte, hieß er Masamune Saga. Auch ihm bereitete die Beziehung zu Ritsu Onodera in der Oberschule einige Probleme.
An Kohinata (小日向 杏, Kohinata An): An ist Ritsus Freundin aus Kindertagen und aufgrund einer Vereinbarung der Eltern auch seine Verlobte. Allerdings sieht Ritsu sie nicht als Verlobte, sondern nur als Freundin. Sie ist nett, höflich und sensibel und hat tiefe Gefühle für ihn, obwohl Ritsu keine Gefühle für sie hat. Sie entdeckte später die Bindung zwischen Masamune und Ritsu und ermutigt ihn sein Bestes zu tun, während sie Masamune erzählt, dass sie ihm nicht verzeihen wird, wenn er Ritsu weh tut.
Chiaki Yoshino (吉野 千秋, Yoshino Chiaki): Chiaki Yoshino ist 28 Jahre alt und ein Shōjo-Mangazeichner, der auch unter dem Namen Chiharu Yoshikawa auftritt. Sein Redakteur ist Yoshiyuki Hatori, ein Freund aus Kindertagen. Seine beiden besten Freunde sind Hatori und Yanase, aber die Grenzen zwischen Freundschaft und Liebe beginnen nach einer Reihe von verwirrenden Ereignissen zu verwischen.
Yoshiyuki Hatori (羽鳥 芳雪, Hatori Yoshiyuki): Hatori, auch Tori genannt, ist 28 Jahre alt und Redakteur in der Emerald-Abteilung. Obwohl er ernst und reserviert wirkt, hegt er tiefe, geheime Gefühle für seinen Jugendfreund Chiaki. Nachdem er ihn geküsst und ihm seine Liebe gestanden hat, hält sich Hatori zurück in der Befürchtung, dass Chiaki nicht das Gleiche für ihn fühlt, sondern eigentlich seinen Rivalen Yanase liebt. Obwohl Chiaki die gleichen Gefühle für ihn hat, weiß Tori nichts davon und seine Gefühle bleiben somit unbemerkt.
Shōta Kisa (木佐 翔太, Kisa Shōta): Kisa ist Redakteur in der Emerald-Abteilung und wegen seines Aussehens glauben alle, dass er viel jünger als 30 ist. Er ist homosexuell und war noch nie in einer ernsthaften Beziehung, weil er nicht glaubt, dass er selbst in der Lage ist, jemanden nur wegen seines guten Aussehens zu lieben und nicht wegen der Persönlichkeit. Aus diesem Grund zweifelt er sofort an seinen Gefühlen für Kō und verliert die Hoffnung auf eine Beziehung mit ihm.
Kō Yukina (雪名 皇, Yukina Kō): Yukina ist ein 21-jähriger Angestellter in der Buchhandlung Marimo und zuständig für den Shōjo-Manga-Abschnitt. Als er erfährt, dass Kisa der Redakteur hinter all seinen Lieblingswerken ist, fängt er an, Gefühle für diesen zu entwickeln.

## Veröffentlichungen

### Manga
Der Manga erscheint seit 2007 im Manga-Magazin Asuka Ciel des Verlags Kadokawa Shoten in Japan unter dem Titel Sekaiichi Hatsukoi – Onodera Ritsu no Baai (世界一初恋 〜小野寺律の場合〜). Die Kapitel erschienen auch gesammelt in bisher 18 Bänden. 
Carlsen Manga veröffentlicht seit April 2011 eine deutsche Übersetzung mit bisher 18 Bänden (Stand: Oktober 2024). Bei Tokyopop erscheint eine englische Übersetzung in Nordamerika, bei Kadokawa Media eine chinesische in Taiwan.

### Light Novels
Zum Manga erschienen in Japan zwei Light Novels, beide von Shungiku Nakamura. Sekaiichi Hatsukoi – Yoshino Chiaki no Baai (世界一初恋 〜吉野千秋の場合〜) erscheint seit 2007 mit bisher vier Bänden. Sekai-ichi Hatsukoi: Yokozawa Takafumi no Baai (世界一初恋 〜横澤隆史の場合〜) folgte im November 2011 mit bisher vier Bänden.

### Anime
Der Manga wurde von Studio Deen 2011 in mehreren Animes adaptiert, bei denen Chiaki Kon Regie führte. Das Charakterdesign entwarf Yoko Kikuchi und für die künstlerische Leitung waren Junko Shimizu und Yumiko Kondō verantwortlich. Zunächst erschien am 22. März 2011 eine OVA mit den Folgen Onodera Ritsu no Baai und Hatori Yoshiyuki no Baai. Es folgte die erste Staffel der Fernsehserie mit 12 Folgen, ausgestrahlt vom 9. April bis 25. Juni 2011 bei TV Saitama. Mit einigen Tagen Verzögerung wurde die Serie auch von den Sendern Chiba TV, Gifu Broadcasting, KBS Kyoto, Mie TV, Sun TV, Tokyo MX TV, TV Kanagawa und TVQ Kyushu Broadcasting gezeigt. Es folgte die zweite Staffel Sekaiichi Hatsukoi 2 mit ebenfalls 12 Folgen vom 7. Oktober bis zum 23. Dezember 2011. Crunchyroll veröffentlichte den Anime per Streaming in Nordamerika. 

#### Synchronisation
| Rolle            | japanischer Sprecher (Seiyū) |
| ---------------- | ---------------------------- |
| Ritsu Onodera    | Takashi Kondō                |
| Masamune Takano  | Katsuyuki Konishi            |
| An Kohinata      | Yukari Tamura                |
| Chiaki Yoshino   | Shinnosuke Tachibana         |
| Yoshiyuki Hatori | Yūichi Nakamura              |
| Shota Kisa       | Nobuhiko Okamoto             |
| Kō Yukina        | Tomoaki Maeno                |

#### Musik
Die Musik der Serie komponierte Hijiri Anze. Für den Vorspann der ersten Staffel verwendete man das Lied Sekai de Ichiban Koishiteru von Shuhei Kita, für den Abspann Ashita, Boku wa Kimi ni Ai ni Yuku von Wakaba. Bei der zweiten Staffel waren es Sekai no Hate ni Kimi ga Itemo (世界の果てに君がいても) von Shuhei Kita und Aikotoba (アイコトバ) von Sakura Merry-Men.